# اچ‌ام‌اس پلو (اف۶۲)
اچ‌ام‌اس پلو (اف۶۲) (به انگلیسی: HMS Pellew (F62)) یک کشتی بود. این کشتی در سال ۱۹۵۴ ساخته شد.